# Tristana Landeros
Tristana Landeros (San Luis Potosí, 1974) es una dramaturga mexicana, ganadora del Premio Manuel José Othón en  2007 con su obra Morir en la raya. La escritura de Tristana Landeros nos convoca a confrontar la experiencia de la cotidianidad.

## Trayectoria
Licenciada en Teatro de la Universidad Veracruzana, cursó el IV Diplomado en Creación Dramática del Centro de Capacitación de Escritores de Televisa. Estudió Autogestión e Industrias Culturales en diplomados del CONACULTA-UASLP. Gestiona el ejercicio ciudadano Librería a cielo abierto, donde se dedica a la promoción de autores y publicaciones mexicanas independientes.
En una entrevista con Adriana Pacheco menciona la importancia de los escritores al relatar la realidad, con una marcada diferencia de los periodistas. Lanza un pronunciamiento respecto a la clase de literatura que se pretende legar.
La escritora deja constancia en sus proyectos de la realidad en sus personajes, que viven la soledad, la pérdida o la agresividad, que se ven envueltos en el trasiego de la droga, la autodestrucción o el miedo.

### Docencia
Se desempeñó como docente de teatro en el Tec de Monterrey ITESM Campus Estado de México, así como en la preparatoria del Sistema ITESM Esmeralda. Catedrática de la Licenciatura en Artes Escénicas de la Universidad de Sonora de 2004 a 2007.
Por su interés en la enseñanza obtuvo el apoyo del Programa México en Escena del Fonca para trabajar pedagógicamente con los niños y realizar un video sobre esta labor, con el fin de brindar herramientas y técnicas para el trabajo de las artes escénicas con los más pequeños.

## Obra
- Dramaturgia a domicilio (Casa Editorial Abismos y Editorial Ponciano Arriaga, 2016) fue seleccionada para integrar el stand de México en la Feria del Libro de Frankfurt 2018 y en la Feria Internacional del Libro de Sharjah 2019.
-Coordina los Maridajes literarios en el Museo del Ferrocarril Jesús García Corona de San Luis Potosí, proyecto que representó a México en la Feria Internacional del Libro de Sharjah 2019.

## Reconocimientos
- 4º Concurso Regional de Literatura para Niñas y Niños de la Zona Centro Occidente con la obra Lipizzano.
- Premio Manuel José Othón 2007, obra Morir en la raya.
- Premio de Dramaturgia Exprés de la Semana Internacional de la Dramaturgia 2004, obra Bolitas de naftalina.
- Mención honorífica en el Certamen Internacional de Literatura Sor Juana Inés de la Cruz 2013, obra Perros Contradictorios devoran mi cadáver.

- Premio INBA de Educación Artística 2011 por el proyecto El teatro es un juego de niños.[4]